# Jadwiga Lachowska
Jadwiga Lachowska, właśc. Jadwiga Romańska, używała również imion Ada, Aga, Lachowska-Romańska oraz nazwiska drugiego męża Mundell (ur. po 1880 we Lwowie, zm. po 1962) – polska śpiewaczka operowa, śpiewająca mezzosopranem.

## Życiorys
Według różnych źródeł urodziła się w 1886 lub 1 stycznia 1892 jako Jadwiga Romańska, zaś Jadwiga Lachowska to jej pseudonim artystyczny. W 1904 ukończyła Konserwatorium Towarzystwa Muzycznego. Uczyła się dalej studiując w drezdeńskiej szkole Adeliny Paschalis-Souvestre i jej męża Augusta Souvestre'a. W 1907 zadebiutowała we Lwowie podczas przedstawienia Halki Moniuszki śpiewając partię Zofii. W marcu 1911 wyjechała do Warszawy. Była uczennicą Jana Reszke. W 1912 wyszła za mąż za inżyniera Ernesta Langa. Podczas I wojny światowej wyjechała z Polski i do 1919 występowała w Hiszpanii, w Portugalii, w Monte Carlo, w Szwajcarii i w Ameryce. W 1920 wróciła do Polski i występowała w Operze i Filharmonii warszawskiej, Teatrze Wielkim w Poznaniu, a także we Lwowie i Krakowie.
12 sierpnia 1925 w Londynie wyszła ponownie za mąż za angielskiego prawnika Howella Dawsona Mundell'a, pracującego w Singapurze. Drugiego męża poznała na statku, gdy wracała z występów w Australii. Zrezygnowała z kariery i zamieszkała w Singapurze. Przyjeżdżała kilkakrotnie do Polski i podczas koncertów na cele dobroczynne występowała w Krakowie, Poznaniu, Lwowie i innych miastach Polski.
Podczas II wojny światowej wspierała polski rząd na emigracji zbierając pieniądze na uchodźców z Polski.
Po II wojnie (w 1947) nadal mieszkała w Singapurze. W marcu 1949 razem z mężem wyjechała do Południowej Afryki i zamieszkała w Durbanie. Zmarła po 1962. Jej mąż zmarł w 1970 w Durbanie.